# Milícia de Maria Gloriosa
L'orde de la Milícia de Maria Gloriosa o orde de Santa Maria Gloriosa (en llatí Ordo Militiae Mariae Gloriosa, coneguts també com a Orde de Santa Maria de la Torre, orde dels Cavallers de la Mare de Déu i col·loquialment com a Cavallers de Santa Maria o Fratri Gaudenti, va ser un orde militar fundat el 1261, data que va rebre la regle de mans del papa Urbà IV. El seu objectiu era lluitar contra l'heretgia i defensar el papat dels atacs d'altres, especialment en uns moments on els conflictes entre güelfs i gibel·lins eren constants.
A més, havien de treballar per la pacificació de les ciutats de la Llombardia, on aquests conflictes havien alterat en gran manera la vida quotidiana. Això no obstant, no va tenir gaire èxit, ja que la mateixa Milícia estava massa vinculada a un dels dos bàndols en lliça, el güelf, partidari del papa.

## Història
Els seus antecedents immediats estan en la Milícia de Jesucrist que havia fundat Bartolomeo di Breganze en 1233.
Cap a la segona meitat del segle xiii, els grups de flagel·lants van assolir una notable influència a les ciutats del nord d'Itàlia. Eren molt propers al poble i la petita burgesia, i contraris a la noblesa que fins llavors dominava les ciutats. El moviment va arribar a Bolonya on, el 1260, s'havia format la Congregazione dei Devoti. Per a contrarestar aquest moviment, set membres de la noblesa de Bolonya, Parma, Reggio Emilia i Mòdena van voler revifar el paper de la Milícia de Jesucrist: van canviar-li el nom i van anomenar-la Ordo Militiae Maria Gloriosa. Els últims membres de la Milícia de Jesucrist s'hi van unir i, poc després, altres membres de la noblesa bolonyesa.
La seu de l'orde s'establí al Monestir de Ronzano, prop de Bolonya, i el primer mestre va ser un dels fundadors, Loderingo degli Andalò. El franciscà Rufino Gurgone va redactar-ne els estatuts i treballà per al seu reconeixement pel papa. La regla establia que els membres de l'orde podien portar armes per a defensar la fe catòlica i la llibertat de l'Església, sempre que fossin cridats per l'Església Romana. Es basava en la Regla de Sant Agustí, tal com havia estat aplicada per l'Orde de Sant Jaume i la Milícia de Jesucrist. Com en aquests ordes, els seus membres no feien vot de castedat ni de pobresa.
Hi havia dos tipus de membres: els que vivien en comunitat i els que vivien a casa seva. Els primers seguien la regla augustiniana, portaven armes i perseguien l'heretgia; no podien participar en festes o banquets, ni rebre caritat pública ni assistir als consells municipals. La regla per a qui restava a casa seva era menys dura: podien casar-se, tot i que havien de guardar abstinència sexual, havien de fer dejuni i pregària en alguns moments determinats i havien d'evitar tenir càrrecs públics. L'orde també admetia membres femenins, les militissa.
En poc temps, van anul·lar la influència dels flagel·lants a Bolonya i fins i tot la van controlar en temps d'amenaça militar. Aviat l'orde va tenir l'encàrrec de mantenir la pau ciutadana.
Van establir alguns punts de contacte entre güelfs i gibel·lins. Dos dels membres fundadors de la Milícia, Loderingo degli Andalò, gibel·lí de Bolonya, i Catalano di Guido, de la família güelfa dels Catalani, van governar conjuntament Bolonya en 1265, durant un període de treva civil, en part promoguda per l'orde. Climent IV va nomenar-los en 1266 perquè governessin de la mateixa manera Florència després de la batalla de Benevento; en aquest cas, però, no van tenir èxit. També van ser cridats a pacificar Pistoia i Prato.
L'orde, però, va guanyar-se mala reputació pel poc respecte als seus vots i van ser anomenats fratres gaudentes o frati (cavalieri) gaudenti (en italià), jugant amb el sentit de que gaudeix del terme, significant la vida de plaers que portaven. S'aprofitaven dels càrrecs que tenien i, tot i que l'orde era ric, no feia les inversions habituals en altres ordes, com la construcció d'hospitals, ponts o monestirs.
Va subsistir fins al 1559, quan va ser suprimida pel papa Sixt V, però més com una mena de fraternitat de nobles que gaudien dels béns de l'orde i els privilegis que aquest els conferia, com el de no ser cridats a la guerra. L'últim mestre va ser Camillo Volta. En suprimir-se, els béns de l'orde van passar al col·legi de Montale, llevat d'una comanda que quedà en mans d'alguns cavallers i que prengué el nom d'Orde de Santa Maria de la Torre. Això no obstant, aquest orde desaparegué amb els seus fundadors.